# Liz McClarnon
Liz McClarnon, kallad "Lil", egentligen Elizabeth Margret McClarnon, född 10 april 1981 i Liverpool, England, är en brittisk sångerska.
Liz McClarnon är sedan 1999 medlem av Atomic Kitten. 2005 inledde hon sin solokarriär genom att spela in en video till låten Woman in Love. 2007 släppte hon singeln Happy.
McClarnon deltog i den engelska uttagningen till Eurovision Song Contest 2007.